# Orlovibairdia formosana
Orlovibairdia formosana is een mosselkreeftjessoort uit de familie van de Bythocyprididae. De wetenschappelijke naam van de soort is voor het eerst geldig gepubliceerd in 1981 door Hu.